# Slipping Wives
Slipping Wives är en amerikansk stumfilm från 1927 i regi av Fred Guiol.

## Handling
Konstnären Leon's fru känner sig nonchalerad av sin make, och för att göra honom avundsjuk börjar hon charma på Ferdinand Flamingo i tron om att han ska börja charma henne.

## Om filmen
I filmen medverkar Stan Laurel och Oliver Hardy som senare kom att bli kända som komikerduon Helan och Halvan, men som här inte uppträder som duo.
Handlingen i filmen återanvändes i Helan och Halvans senare ljudfilm Greppet direkt som utkom 1935.
Filmens slutscen återanvändes i flera av duons filmer; kortfilmen Pippi i kvadrat som utkom 1929, och långfilmerna Här vilar inga lessamheter som utkom 1932 och Skandal i Oxford som utkom 1940.
Filmen har givits ut på DVD och Blu-ray.

## Rollista (i urval)
- Priscilla Dean – Leons hustru
- Herbert Rawlinson – Leon
- Stan Laurel – Ferdinand Flamingo
- Oliver Hardy – butlern[1]